# Luciano Giugno
Luciano José Giugno (Buenos Aires, 13 de enero de 1967) también conocido como Luciano Jr. Tirri o simplemente El Tirri, es un músico, cantante, compositor, percusionista y empresario argentino. 
Fue integrante de grupo musical argentino Los Fabulosos Cadillacs y es primo-hermano del reconocido presentador y productor de televisión, periodista deportivo, exlocutor de radio, dirigente deportivo y también empresario Marcelo Tinelli.

## Carrera
Luciano Giugno es uno de los fundadores de la banda argentina Los Fabulosos Cadillacs (junto con  Vicentico, Flavio Cianciarulo, Sergei Itzcowick y Fernando Ricciardi, entre otros) en el año 1984, un año después se publicó el primer álbum de la banda Bares y fondas. De allí hasta 1990 colaboró no solo como percusionista, sino también como compositor de varias canciones. Mientras que formó parte del grupo, fue conocido con el apodo "Luciano Jr." Fue coautor de las canciones «Belcha», «Mi novia se cayó en un pozo ciego» y «Te tiraré del altar», todas ellas alcanzando un gran éxito, siendo canciones destacadas de cada álbum.
En 1990 abandona el grupo y viaja a Los Ángeles para seguir su carrera como solista. En 1993 lanzó su primer álbum como solista Rompamos Con Todo. A partir de allí, apostó a otro estilo musical, acercándose más al rap y hip-hop. Además reúne una variedad de canciones interpretadas en español e inglés.
En 1995 lanzó su segundo álbum solista titulado Lo que mueve el mundo.
En 1997 deja de vivir en Los Ángeles y viaja a Brasil para lanzar su tercer álbum como solista, titulado Casino Life. Fue el único álbum que no se editó en Argentina, pero si en algunos países del exterior y Norteamérica, y ya no como "Luciano Jr." sino bajo el seudónimo "Lucky Luciano". Más tarde vuelve a Estados Unidos para vivir en California.
En 2005, participa junto a su Flavio Cianciarulo, en el proyecto The Flavio Mandinga Proyect, con quienes graba el disco Sonidero. 
En 2009 vuelve a Buenos Aires teniendo un reencuentro personal con el grupo Los Fabulosos Cadillacs.
En 2012 se instala nuevamente en Argentina y vuelve a su ciudad natal, Bolívar, tras ser convocado por su primo Marcelo Tinelli para trabajar en Ideas del Sur, formando partes de distintos segmentos de la productora, tales como Sábado Show o Soñando por cantar.
En 2013, tuvo una participación especial como actor en la telenovela argentina Solamente vos, protagonizada por Adrián Suar y Natalia Oreiro, en el primer capítulo.
En 2014, tiene un gran auge mediático tras ser convocado por su primo Marcelo Tinelli, para formar parte del concurso televisivo Bailando 2014, un reality transmitido en el programa Showmatch en la señal de televisión El Trece. Sin embargo, ya había tenido algunas apariciones en la edición del programa 2012. A partir de allí logró gran popularidad. Participó durante once galas (diez de ellas fue sentenciado, siendo salvado por el jurado en seis casos y tres gracias al voto popular), siendo eliminado en la ronda de «Salsa en Trío» el 16 de septiembre con el 33.71% de los votos del público, enfrentándose ante la bailarina argentina Eleonora Cassano.
A fines del mismo año, y después de estar más de quince años alejado de la música, lanza un nuevo álbum musical con la colaboración del cantante dominicano Carlix titulado Los Matadores. El primer corte del disco, «Lady Barby», fue promocionado con un videoclip junto a Carlix lanzado el 3 de diciembre. En mayo de 2015 lanzan el segundo corte del disco "Tu me besas", promocionado con un videoclip el 8 de mayo.
En 2015, vuelve a formar parte de Showmatch en el concurso Bailando 10 años, esta vez con Noelia Marzol como pareja de baile. En este caso, participó durante cinco galas (pasando por dos sentencias, siendo salvado por el jurado en la primera de ellas), siendo eliminado en la ronda de «Danza Clásica» el 30 de julio con el 24.97% de los votos del público, enfrentándose con el actor turco Ergün Demir. En 2016, volvió a formar parte de Bailando 2016.
El 25 de julio de 2022 debutó como jurado en la primera temporada del concurso de talentos y reality show argentino conducido por Marcelo Tinelli llamado Canta conmigo ahora.
En 2022 viajó a la Copa del mundo FIFA en Catar, junto con Marcelo Tinelli. El hotel donde ambos se alojaban sufrió una inundación y tuvieron que ser evacuados de emergencia.

## Vida personal
Luciano Giugno viajó por el mundo, fue padre de tres hijas nacidas en ciudades diferentes (dos nacidas en los Estados Unidos y una en Brasil) y producto de relaciones disimiles. Actualmente está en pareja con Mariela "Mimi" Alvarado.

## Discografía

### ConLos Fabulosos Cadillacs
- Bares y fondas (1986)
- Yo te avisé!! (1987)
- El ritmo mundial (1988)
- El satánico Dr. Cadillac (1989)

### Como solista
- Rompamos con todo (1993)
- Lo que mueve el mundo (1995)
- Casino Life (1997)
- Los Matadores (2014)